# Clatsop County
Clatsop County je okres ve státě Oregon v USA. K roku 2010 zde žilo 37 039 obyvatel. Správním městem okresu je Astoria. Celková rozloha okresu činí 2 810 km². Na západě okresu leží Tichý oceán a na severu sousedí se státem Washington.

## Sousední okresy
| Růžice kompasu |                | Wahkiakum County (WA) Pacific County (WA) |                   | Růžice kompasu |
| Růžice kompasu |                | Sever                                     | Columbia County   | Růžice kompasu |
| Růžice kompasu | Clatsop County |                                           | Columbia County   | Růžice kompasu |
| Růžice kompasu | Jih            |                                           | Columbia County   | Růžice kompasu |
| Růžice kompasu |                | Tillamook County                          | Washington County | Růžice kompasu |